# Stuart Donaldson
Pour les articles homonymes, voir Donaldson.
Sir Stuart Alexander Donaldson (16 décembre 1812 – 11 janvier 1867) est le premier Premier ministre de Nouvelle-Galles du Sud alors que le pays est colonie britannique.

## Jeunesse
Donaldson est né à Londres en Angleterre. Il est le troisième fils de son père, Stuart Alexander Donaldson et de son épouse Betsy, née Cundall. Son père dirige une société la "Donaldson, Wilkinson & Co" qui a des intérêts à l'étranger. Il entre dans l'entreprise paternelle à 15 ans et est envoyé pour son travail d'abord au Mexique (de 1831 à 1834) puis à Sydney, où il arrive en 1835.  Il retourna à Londres de 1841 à 1844. 

## Carrière politique
In 1848, Donaldson est élu membre du premier Parlement (le "New South Wales Legislative Council") de 1848 à 1856. Il encourage le développement des navires à vapeur pour les voyages en Australie et le travail de Caroline Chisholm en faveur des femmes immigrantes. Il repartit en Angleterre de 1853 à 1854.
En mars 1856 il est élu député de Sydney dans la première Assemblée législative du pays. Cette Assemblée a beaucoup de peine à former un gouvernement. Finalement le gouverneur William Denison propose le poste à Donaldson et il prend ses fonctions de Premier ministre et de Secrétaire aux Colonies le 6 juin 1856. Deux mois et vingt jours plus tard, le 25 août 1856, son gouvernement est renversé et il démissionne. On lui reproche son comportement mais il ne revint pas en arrière.   
Il est remplacé par Charles Cowper et Donaldson devient Chargé des Finances en 1856 et 1857 puis Chargé des Chemins de fer en 1857. Il fut élu député de la circonscription de Cumberland en octobre 1856 qu'il représenta jusqu'en 1859.

## Fin de vie
Donaldson revient en Angleterre en juin 1859. Il tente en vain de se faire élire à la Chambre des communes d'abord à Dartmouth en 1860 puis à Barnstaple.  
Il meurt à Carleton Hall, près de Holmrook dans le Cumberland le 11 janvier 1867.